# Dirades theclata
Dirades theclata är en fjärilsart som beskrevs av Achille Guenée 1852. Dirades theclata ingår i släktet Dirades och familjen Uraniidae. Inga underarter finns listade i Catalogue of Life.